# Tempio Pausania
Tempio Pausania listenⓘ (Gallurese: Tèmpiu, tiếng Sardegna: Tèmpiu) là một thị xã có khoảng 14.000 cư dân trong khu vực ở miền bắc Sardinia, Ý, thủ phủ hành chính (cùng với Olbia) của tỉnh Sassari Gallura.
Đô thị Tempio Pausania có diện tích km², dân số thời điểm năm 31 tháng 5 năm 2005 là người.
Đô thị Tempio Pausania có các đơn vị dân cư (frazioni) sau: Bassacutena, Nuchis, San Pasquale.